# Hidilyn Diaz
Hidilyn Diaz Francisco (* 20. Februar 1991 in Zamboanga City) ist eine philippinische Gewichtheberin. 2021 gewann sie Gold bei den Olympischen Spielen in Tokio; dies war die erste olympische Goldmedaille für die Philippinen.

## Jugend und Beruf
Hidilyn Diaz ist das fünfte von sechs Kindern von Eduardo und Emelita Diaz. Durch ihren Cousin Allen Jayfrus Diaz kam sie zum Gewichtheben. Sie besuchte die Universidad de Zamboanga und begann einen Bachelorstudiengang in Informatik. Jedoch brach sie diesen im dritten Jahr ab, da sie ihren Studiengang für ungeeignet hielt und sie sich nicht auf ihr Training konzentrieren konnte. Im Januar 2017 erhielt Diaz ein Stipendium für ein Studium der Betriebswirtschaft am De La Salle-College of Saint Benilde in Manila.

## Sportkarriere
Diaz wurde Anfang 2008 vom philippinischen Verband als Wildcard-Kandidatin für die Olympischen Sommerspiele in Peking gemeldet. Sie war die erste weibliche philippinische Gewichtheberin, die bei den Olympischen Spielen antrat. Zuvor war für die Philippinen nur ihr Trainer Ramon Solis im Gewichtheben bei Olympischen Spielen angetreten. Die damals 17-jährige Diaz, die in der 58-kg-Klasse antrat, konnte 85 kg im Reißen verbuchen und 107 kg im Stoßen heben, was im Zweikampf ein Gewicht von 192 kg ergab. Mit diesem Gewicht konnte sie ihren nationalen Rekord 2007 überbieten. Obwohl sie in einem Feld von zwölf Athletinnen den zehnten Platz belegte, wurde ihre Leistung gelobt und für ihr Alter als vielversprechend angesehen.
Vier Jahre später gelang Diaz die Qualifikation für die Olympischen Sommerspiele 2012 über ein Qualifikationsturnier. Bei der Eröffnungsfeier wurde sie als Fahnenträgerin der philippinischen Delegation ausgewählt. Im Reißen konnte sie mit 97 kg eine neue persönliche Bestleistung aufstellen und lag auf dem zwölften Rang. Da sie beim Stoßen keinen gültigen Versuch vorweisen konnte, blieb sie im Leichtgewichtswettkampf ohne Platzierung.
Mit der Vorbereitung auf die Olympischen Sommerspiele 2016 in Rio de Janeiro beschloss sie ihr Körpergewicht von 58 kg auf unter 53 kg zu senken. Diese Entscheidung erwies sich schnell als richtig. So konnte sie bei den Asienmeisterschaften 2015 die Goldmedaille gewinnen.  Bei den Weltmeisterschaften 2015 gelang es ihr im Stoßen, Reißen sowie im Zweikampf jeweils die Bronzemedaille zu gewinnen. Mit diesem Ergebnis war sie zudem für die Spiele in Rio qualifiziert.
Bei den Olympischen Sommerspielen 2016 in Rio de Janeiro trat Diaz Federgewichtswettbewerb bis 53 kg an. Bereits in ihrem zweiten Versuch im Reißen konnte sie 88 kg als Wertung verbuchen und belegte zwischenzeitlich den sechsten Platz. Im Stoßen konnte sie in den ersten beiden Versuchen 111 kg und 112 kg erfolgreich heben und beendete den Wettkampf auf dem zweiten Platz. Mit dem Gewinn der Silbermedaille war sie die erste weibliche Medaillengewinnerin ihres Landes.
Am 8. August 2016 kehrte sie in ihre Heimatstadt Zamboanga City zurück und wurde als Heldin der Stadt begrüßt.
Bei den Asienspielen 2018 in der indonesischen Hauptstadt Jakarta konnte sich Diaz mit einem Gesamtgewicht von 207 kg die Goldmedaille vor Kristina Şermetowa (206 kg) aus Turkmenistan und der Thailänderin Surodchana Khambao (201 kg) sichern. Dieser Gewinn war zugleich die erste Goldmedaille des Landes im Gewichtheben bei Asienspielen.
Nachdem Diaz bei den Weltmeisterschaften 2017 eine Silber- und eine Bronzemedaille gewonnen hatte, gewann sie bei den Weltmeisterschaften 2019 zwei Bronzemedaillen. Zudem wurde sie in ihrem Heimatland Siegerin bei den Südostasienspielen 2019. Während der COVID-19-Pandemie 2020 sammelte sie, durch ihr Gewichtheben-Training auf Online-Plattformen, Spenden für arme Familien auf den Philippinen.
Bei den Olympischen Sommerspielen in Tokio konnte Diaz die Goldmedaille in ihrer Gewichtsklasse erringen. Sie ist damit die erste Goldmedaillengewinnerin ihres Landes bei Olympischen Spielen. Dafür wurde sie im Januar 2022 vom Philippine Daily Inquirer mit dem Titel Filipino of the Year 2021 ausgezeichnet.

## Militärdienst
Diaz ist seit 2013 in einem Förderprogramm der Philippine Air Force.